# Választások 2005-ben
További választási listákat lásd: 2004 • 2006 • 2007 • 2008
Azon országok, régiók 2005-ös választásainak időpontjai, amelyek fel vannak sorolva a Választások országokra lebontva listán.

## Január
- január 2.: Horvátország, elnöki (1. forduló)
- január 9.: Palesztina, elnöki
- január 12.: Abházia, megismételt elnökválasztás
- január 16.: Horvátország, elnöki (2. forduló)
- január 22.: Maldív-szigetek, parlamenti
- január 25.: Tokelau-szigetek, Szigeti Tanács
- január 30.: Irak, parlamenti

## Február
- február 6.: Thaiföld, parlamenti
- február 8.: Dánia, parlamenti
- február 20.: Portugália, parlamenti
- február 20.: Észak-Ciprus, parlamenti
- február 20.: Spanyolország, népszavazás az EU alkotmányról
- február 21.: Anguilla, parlamenti
- február 27.: Tádzsikisztán, parlamenti (1. forduló)
- február 27.: Kirgizisztán, parlamenti (1. forduló)
- február 28.: Burundi, népszavazás az új alkotmányról

## Március
- március 6.: Moldova, parlamenti
- március 8.: Mikronézia, parlamenti
- március 11. és március 13.: Liechtenstein, parlamenti
- március 13.: Közép-afrikai Köztársaság, elnöki (1. forduló)
- március 13.: Kirgizisztán, parlamenti (2. forduló)
- március 17.: Tonga, parlamenti
- március 24.: Tádzsikisztán, parlamenti (2. forduló)
- március 31.: Zimbabwe, parlamenti

## Április
- április 8.: Dzsibuti, elnöki
- április 17.: Észak-Ciprus, elnöki
- április 24.: Andorra, parlamenti
- április 24.: Togo, elnöki
- április 30.: Niue, parlamenti

## Május
- május 5.: Egyesült Királyság, parlamenti (befejezve 2005. június 23-án)
- május 5.: Dominikai Köztársaság, parlamenti
- május 8.: Közép-afrikai Köztársaság, elnöki (2. forduló)
- május 11.: Kajmán-szigetek, parlamenti
- május 14.: Tajvan, nemzetgyűlési
- május 15.: Etiópia, parlamenti
- május 22.: Mongólia, elnöki
- május 25.: Egyiptom, népszavazás az alkotmányról
- május 25.: Suriname, parlamenti
- május 29.: Franciaország, népszavazás az EU alkotmányról

## Június
- június 1.: Hollandia, népszavazás az EU alkotmányról
- június 5.: Svájc, népszavazás a schengeni és dublini egyezményekről, valamint az azonos neműek párkapcsolatáról
- június 6.: Csád, népszavazás az elnöki terminusokról
- június 17.: Irán, elnöki
- június 19.: Bissau-Guinea, elnöki
- június 19. (előtte május 29., június 5., június 12.): Libanon, parlamenti
- június 19.: Hegyi-Karabah, parlamenti
- június 24.: Irán, elnöki (2. forduló)
- június 25.: Bulgária, parlamenti

## Július
- július 3.: Albánia, parlamenti
- július 3.: Mauritius, parlamenti
- július 4.: Burundi, parlamenti
- július 10.: Kirgizisztán, elnöki
- július 10.: Luxemburg, népszavazás az EU alkotmányról

## Augusztus
- augusztus 19.: Burundi, elnöki
- augusztus 27.: Szingapúr, elnöki
- augusztus 30.: Szent Ilona, parlamenti

## Szeptember
- szeptember 7.: Egyiptom, elnöki
- szeptember 11.: Japán, képviselőházi
- szeptember 12.: Norvégia, parlamenti
- szeptember 17.: Új-Zéland, parlamenti
- szeptember 18.: Afganisztán, parlamenti
- szeptember 18.: Németország, szövetségi parlamenti
- szeptember 23.: Aruba, parlamenti
- szeptember 25.: Lengyelország, szejm és szenátusi
- szeptember 25.: Makaó, parlamenti
- szeptember 29.: Szomáliföld, parlamenti

## Október
- október 9.: Lengyelország, elnöki (1. forduló)
- október 11.: Libéria, elnöki, szenátusi és képviselőházi
- október 15.: Irak, népszavazás az alkotmányról
- október 19.: Jersey, szenátori
- október 23.: Argentína, parlamenti és szenátusi
- október 23.: Lengyelország, elnöki (2. forduló)
- október 23.: Brazília, népszavazás a tűzfegyverek betiltásáról

## November
- november 6.: Azerbajdzsán, parlamenti
- november 8.: Északi Mariana-szigetek, kormányzói, képviselőházi és szenátusi
- november 13.: Burkina Faso, elnöki
- november 15.: Grönland, parlamenti
- november 17.: Falkland-szigetek, parlamenti
- november 17.: Srí Lanka, elnöki
- november 9. (november 20., december 1.): Egyiptom, parlamenti
- november 21.: Kenya, népszavazás az új alkotmányról
- november 23.: Jersey, képviselői
- november 26.: Zimbabwe, szenátusi
- november 27.: Örményország, népszavazás az alkotmányról
- november 27.: Honduras, elnöki és parlamenti
- november 27.: Gabon, elnöki

## December
- december 4.: Venezuela, parlamenti
- december 4.: Kazahsztán, elnöki
- december 7.: Saint Vincent és a Grenadine-szigetek, parlamenti
- december 11.: Chile, elnöki (1. forduló) és parlamenti
- december 11.: Dnyeszter Menti Köztársaság, parlamenti
- december 14.: Tanzánia, elnöki és parlamenti
- december 15.: Irak, parlamenti
- december 18.: Bolívia, elnöki és parlamenti
- december 18.: Kongói Demokratikus Köztársaság, népszavazás az új alkotmányról
- december 24.: Pitcairn-szigetek, szigeti tanács és szigeti magisztrátus